# Dana White's Contender Series (1.ª temporada)
A temporada inaugural do Dana White's Contender Series, realizada em 2017, contou com um total de oito episódios semanais. Os espectadores podiam escolher entre uma equipe tradicional de comentaristas ou uma narração alternativa feita pelo rapper Snoop Dogg em parceria com o membro do Hall da Fama do UFC Urijah Faber. Entre os comentaristas também esteve o lutador em atividade Paul Felder, que posteriormente passou a integrar a equipe oficial de comentaristas dos eventos do UFC.

## Semana 1 – 11 de julho
1. ↑   Originalmente vitória por nocaute (soco) para Holobaugh, anulada devido ao uso ilegal de soro intravenoso antes da luta.[2]

### Contratos conquistados
Os seguintes lutadores foram contratados pelo UFC:
- Kurt Holobaugh e Boston Salmon

- Zu Anyanwu, embora não tenha recebido um contrato durante o programa, foi chamado como substituto de última hora para enfrentar Justin Ledet no UFC Fight Night: Rockhold vs. Branch.[5]

## Semana 2 – 18 de julho
1. ↑   DeAnda perdeu um ponto no primeiro round por golpes na nuca.

### Contratos conquistados
Os seguintes lutadores foram contratados pelo UFC:
- Sean O'Malley

## Semana 3 – 25 de julho

### Contratos conquistados
Os seguintes lutadores foram contratados pelo UFC:
- Karl Roberson e Geoff Neal
- Dan Ige, apesar de não ter recebido um contrato durante o programa, foi contratado posteriormente para enfrentar Charles Rosa, que acabou sendo substituído por Julio Arce no UFC 220.

## Semana 4 – 1 de agosto

### Contratos conquistados
Os seguintes lutadores foram contratados pelo UFC:
- Julian Marquez e Brandon Davis
- Kyler Phillips, apesar de não ter recebido um contrato durante o programa, foi incluído no elenco do The Ultimate Fighter: Undefeated.[12]

## Semana 5 – 8 de agosto

### Contratos conquistados
Os seguintes lutadores foram contratados pelo UFC:
- Mike Rodríguez e Alex Perez
- Julio Arce, apesar de não ter recebido um contrato durante o programa, foi contratado como substituto de última hora para enfrentar Dan Ige no UFC 220.[15]

## Semana 6 – 15 de agosto

### Contratos conquistados
Os seguintes lutadores foram contratados pelo UFC:
- Charles Byrd e Grant Dawson

## Semana 7 – 22 de agosto

### Contratos conquistados
Os seguintes lutadores foram contratados pelo UFC:
- Benito Lopez e Joby Sanchez
- Mike Santiago não recebeu contrato durante o programa, mas uma semana depois foi contratado pelo UFC como substituto de última hora para Nick Hein no UFC Fight Night: Volkov vs. Struve.[20]

## Semana 8 – 29 de agosto

### Contratos conquistados
Os seguintes lutadores foram contratados pelo UFC:
- Matt Frevola, Lauren Mueller, and Allen Crowder
- Bevon Lewis assinou um contrato com a liga de desenvolvimento.[23]